# Marathon van Osaka 1997
De marathon van Osaka 1997 werd gelopen op zondag 26 januari 1997. Het was de zestiende editie van deze marathon. Alleen vrouwelijke elitelopers mochten aan de wedstrijd deelnemen.
De Duitse Katrin Dörre kwam als eerste over de streep in 2:25.57.

## Uitslagen
| rang   | naam             | land | tijd    |
| ------ | ---------------- | ---- | ------- |
| Goud   | Katrin Dörre     | GER  | 2:25.57 |
| Zilver | Mariko Hara      | JPN  | 2:26.54 |
| Brons  | Lidia Şimon      | ROU  | 2:27.04 |
| 4      | Xiu-Juan Ren     | CHN  | 2:28.54 |
| 5      | Hiroko Nomura    | JPN  | 2:29.26 |
| 6      | Nobuko Matsuyama | JPN  | 2:29.31 |
| 7      | Naoko Takahashi  | JPN  | 2:31.32 |
| 8      | Serap Aktas      | TUR  | 2:31.49 |
| 9      | Yukari Komatsu   | JPN  | 2:32.08 |
| 10     | Natalia Galushko | BLR  | 2:32.24 |
| 11     | Chiharu Sato     | JPN  | 2:32.26 |
| 12     | Tami Yada        | JPN  | 2:33.54 |
| 13     | Masae Ueoka      | JPN  | 2:35.38 |
| 14     | Chihiro Tanaka   | JPN  | 2:37.23 |
| 15     | Sumiko Inami     | JPN  | 2:37.45 |
| 16     | Eri Matsubara    | JPN  | 2:38.19 |
| 17     | Ye-Mei Li        | CHN  | 2:38.58 |
| 18     | Krystyna Kuta    | POL  | 2:39.58 |
| 19     | Yumiko Furuya    | JPN  | 2:40.20 |
| 20     | Tomoko Horie     | JPN  | 2:44.08 |
| 21     | Yuki Kubota      | JPN  | 2:44.19 |
| 22     | Tsugumi Fukuyama | JPN  | 2:45.09 |
| 23     | Kayoko Nomura    | JPN  | 2:45.54 |
| 24     | Makiko Somiya    | JPN  | 2:45.59 |
| 25     | Yoshiko Fukuchi  | JPN  | 2:46.37 |

1982 ·
1983 ·
1984 ·
1985 ·
1986 ·
1987 ·
1988 ·
1989 ·
1990 ·
1991 ·
1992 ·
1993 ·
1994 ·
1995 ·
1996 ·
1997 ·
1998 ·
1999 ·
2000 ·
2001 ·
2002 ·
2003 ·
2004 ·
2005 ·
2006 ·
2007 ·
2008 ·
2009 ·
2010 ·
2011 · 
2012 ·
2013 ·
2014 ·
2015 ·
2016 ·
2017